# Fernand Rousselot
Fernand Rousselot, né le 25 juin 1879 à Lunéville en Meurthe-et-Moselle et mort le 3 novembre 1958, est un journaliste français et auteur régionaliste lorrain.

## Éléments de biographie
Après des études à la faculté des lettres de Nancy, Fernand Rousselot mène une carrière de journaliste tout en s'intéressant aux traditions populaires lorraines.
On trouve un portrait de Fernand Rousselot dans Aller aux mirabelles de Jacques Réda (coll. « L'un et l'autre », Gallimard, Paris, 1991, p. 103-106).

### Carrière journalistique
En 1900, Fernand Rousselot fonde à Lunéville la revue satirique Le Croissant d'or. Il collabore ensuite au journal royaliste Le Soleil et fonde l'association anti-franc-maçonne « Le Grand Occident de France ». En 1912, ayant rompu avec le parti royaliste, il va diriger Le Républicain de l'Aisne à Vervins. En 1918, il entre à L'Est républicain et se consacre désormais aux traditions lorraines. Pendant ces années, Fernand Rousselot se sera battu sept fois en duel et aura été condamné une vingtaine de fois pour motif politique.
Pour avoir publié quelques chroniques dans L'Écho de Nancy, journal édité par l'Occupant, il sera interné six mois en 1946 au camp d'Écrouves.

### Au service du patois et des traditions populaires
En 1902, il est à l'origine avec l'instituteur Athanase Grandjacquot et l'imprimeur Émile Bastien de la publication des Contes de Fraimbois. À partir de 1924, il publie des ouvrages exaltant les traditions populaires lorraines. 

## Œuvres
- Couarails de paix et de guerre, ill. d'Edmond Virtel, 1924
- Du sel de nos salines : nouveaux couarails, ill. par E. Virtel, J. Scherbeck et E. Friant, 1926
- Nos gens, ill. de J. Scherbeck, préface du maréchal Lyautey de l'Académie française, Imprimeries réunies, Nancy, 1928 et 1930 (rééd. en 1978 et 1988)
- À l'ombre du mirabellier, 1931, prix Erckmann-Chatrian

## Sources
- Michel Caffier, Dictionnaire des littératures de Lorraine, vol. 2, Metz, Serpenoise, 2003,  (ISBN 2-87692-612-1), p. 876-878
- Hommage à Fernand Rousselot, Pays lorrain, 1988, p. 57-64